# Baeoura furcella
Baeoura furcella är en tvåvingeart som beskrevs av Alexander 1964. Baeoura furcella ingår i släktet Baeoura och familjen småharkrankar. Inga underarter finns listade i Catalogue of Life.